# The Yorkshire Post
The Yorkshire Post es un periódico británico publicado en la ciudad de Leeds y en el norte de Inglaterra. Anteriormente era propiedad de Johnston Press y actualmente hace parte de JPIMedia. Fundado en 1754, es uno de los periódicos más antiguos del país.
Su interés por las noticias internacionales y nacionales le da un enfoque más amplio que el que se suele asociar a un periódico provincial; las ediciones están disponibles en todo el Reino Unido. Tiene oficinas satélite en Harrogate, Hull, Scarborough, Sheffield y York, así como corresponsales en Westminster y en la ciudad de Londres.